# つるべ落しの滝
つるべ落しの滝（つるべおとしのたき）は静岡県駿東郡長泉町の狩野川水系桃沢川の源流にある滝。
愛鷹山火山の溶岩を流れ落ち、壁面には板状節理が見られる。
落差は20mほどで普段は涸れており、愛鷹山の位牌岳に雨が降るとその姿を現す。位牌岳ハイキングコースの途中にあり、徒歩で1時間近く歩かないとたどりつくことができない。